# Milonice (okres Vyškov)
Obec Milonice (německy: Pflaumendörfl) se nachází v okrese Vyškov v Jihomoravském kraji asi 2 km severně od Nesovic. Žije zde 356 obyvatel.

## Historie
První písemná zmínka o obci pochází z roku 1349. Název vznikl odvozením od jména jejího zakladatele vladyky Miloně. V roce 1360 se uvádí, že zde byl již dvůr, lázně a tvrz, která stála údajně na místě pozdější školní zahrady, obklopená vodním příkopem. Dalšími významnými držiteli osady ve středověku byli páni z Ojnic / 1447, 1466 /. V roce 1780 koupil Milonice kníže František z Lichtenštejna a připojil je k panství Bučovskému.
K obci patřily také osady Reska Lhota, která v polovině 16. století zanikla, a Rošťoutky, kde se zachoval dvůr, mlýn a hospoda až do pozdějších let.
Doba vzniku kostela v obci nebyla přesně zjištěna. Zmínka o faře se však objevuje již v r. 1397, v 16. století přešla pod majetek podobojí. Obnovení katolické farnosti bylo v r. 1654. Patřily k ní obce Milonice, Uhřice, Dobročkovice, Nesovice a Nové Zámky. Do r. 1786 sem patřily i Šardičky.
Původní kostel stál v nynější farské zahradě a hřbitov kolem něj sahal až k silnici.
V letech 1805 – 1807, za panování knížete Jana I. Josefa z Lichtenštejna byl ve vsi náhradou za starý kostel postaven nový, zasvěcený sv. Petru a Pavlovi. První farář v něm se jmenoval Antonín Kašparides.
Dobu výstavby kostela dodnes připomíná velký lichtenštejnský erb, zavěšený nad vchodem do chrámu. Z něj také vychází společně s obecní pečetí z r. 1688 znak obce Milonice, navržený heraldikem Miroslavem Pavlů. Motiv jetelového trojlístku symbolizuje zemědělský charakter obce, orlí křídlo z rodového erbu Lichtenštejnů v původních barvách, atributy patronů Milonického kostela sv. Petra a Pavla na modrém podkladě, znázorňujícím protékající Milonický potok.
Znak obce i obecní prapor byly slavnostně uděleny představitelům obce předsedou Poslanecké sněmovny Parlamentu ČR Václavem Klausem dne 19.11.2001 a vysvěceny u příležitosti Petropavlovských hodů v červnu 2002.
První školu v obci založili Čeští bratři v 16. století. Po jejich vypuzení škola zanikla a nově se připomíná až v 18. století. Navštěvovalo ji až 300 žáků z širokého okolí.
Od roku 1996 je škola pro nedostatek dětí zrušena.
Elektrifikace obce je datována do r. 1922. V obci byla četnická stanice, spořitelní a záloženský spolek „Raifaisenka“. Ještě ve 30. letech stálo v obci několik domků s doškovými střechami, lidé jim říkali Betlém.
Rozsáhlou činnost zaznamenávala tělovýchovná jednota SOKOL, spolek dobrovolných hasičů vznikl v r. 1896.
Poštovní úřad byl zřízen r. 1893 a úřadovalo se v něm do r. 1926. Roku 1948 byla pošta v obci zrušena. Nově byla zřízena až r. 1994 v nově vybudované víceúčelové budově.

## Obyvatelstvo

### Struktura
V obci k počátku roku 2016 žilo celkem 362 obyvatel. Z nich bylo 193 mužů a 169 žen. Průměrný věk obyvatel obce dosahoval 43,4 let. Dle Sčítání lidu, domů a bytů, provedeného v roce 2011, žilo v obci 348 lidí. Nejvíce z nich bylo (15,8 %) obyvatel ve věku od 30 do 39 let. Děti do 14 let věku tvořily 12,4 % obyvatel a senioři nad 70 let úhrnem 8,9 %. Z celkem 305 občanů obce starších 15 let mělo vzdělání 42,6 % střední vč. vyučení (bez maturity). Počet vysokoškoláků dosahoval 6,2 % a bez vzdělání bylo naopak 0,3 % obyvatel. Z cenzu dále vyplývá, že ve městě žilo 173 ekonomicky aktivních občanů. Celkem 90,8 % z nich se řadilo mezi zaměstnané, z nichž 76,9 % patřilo mezi zaměstnance, 0 % k zaměstnavatelům a zbytek pracoval na vlastní účet. Oproti tomu celých 48 % občanů nebylo ekonomicky aktivních (to jsou například nepracující důchodci či žáci, studenti nebo učni) a zbytek svou ekonomickou aktivitu uvést nechtěl. Úhrnem 112 obyvatel obce (což je 32,2 %), se hlásilo k české národnosti. Dále 106 obyvatel bylo Moravanů a 3 Slováků. Celých 134 obyvatel obce však svou národnost neuvedlo. Ke dni 31. prosince 2010 zde žilo 353 obyvatel, z toho 188 mužů a 165 žen.
Vývoj počtu obyvatel za celou obec i za jeho jednotlivé části uvádí tabulka níže, ve které se zobrazuje i příslušnost jednotlivých částí k obci či následné odtržení.
| Místní části   | Místní části  | 1869 | 1880 | 1890 | 1900 | 1910 | 1921 | 1930 | 1950 | 1961 | 1970 | 1980 | 1991 | 2001 | 2011 |
| -------------- | ------------- | ---- | ---- | ---- | ---- | ---- | ---- | ---- | ---- | ---- | ---- | ---- | ---- | ---- | ---- |
| Počet obyvatel | část Milonice | 403  | 412  | 423  | 533  | 523  | 531  | 588  | 532  | 584  | 506  | 394  | 343  | 337  | 348  |
| Počet domů     | část Milonice | 83   | 79   | 84   | 90   | 95   | 103  | 127  | 137  | 140  | 141  | 128  | 151  | 147  | 148  |

## Pamětihodnosti
- Farní kostel sv. Petra a Pavla

## Galerie

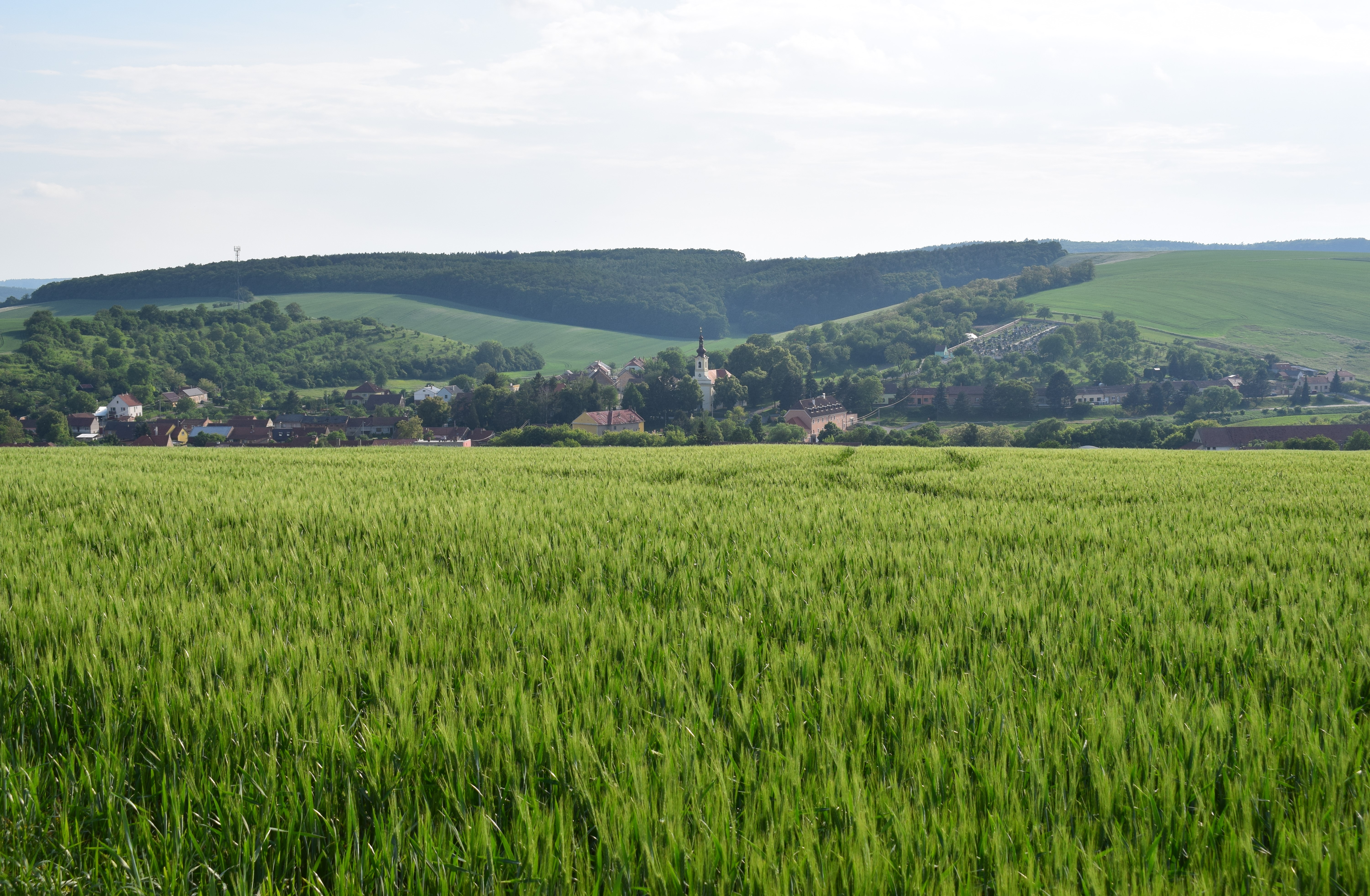
Celkový pohled
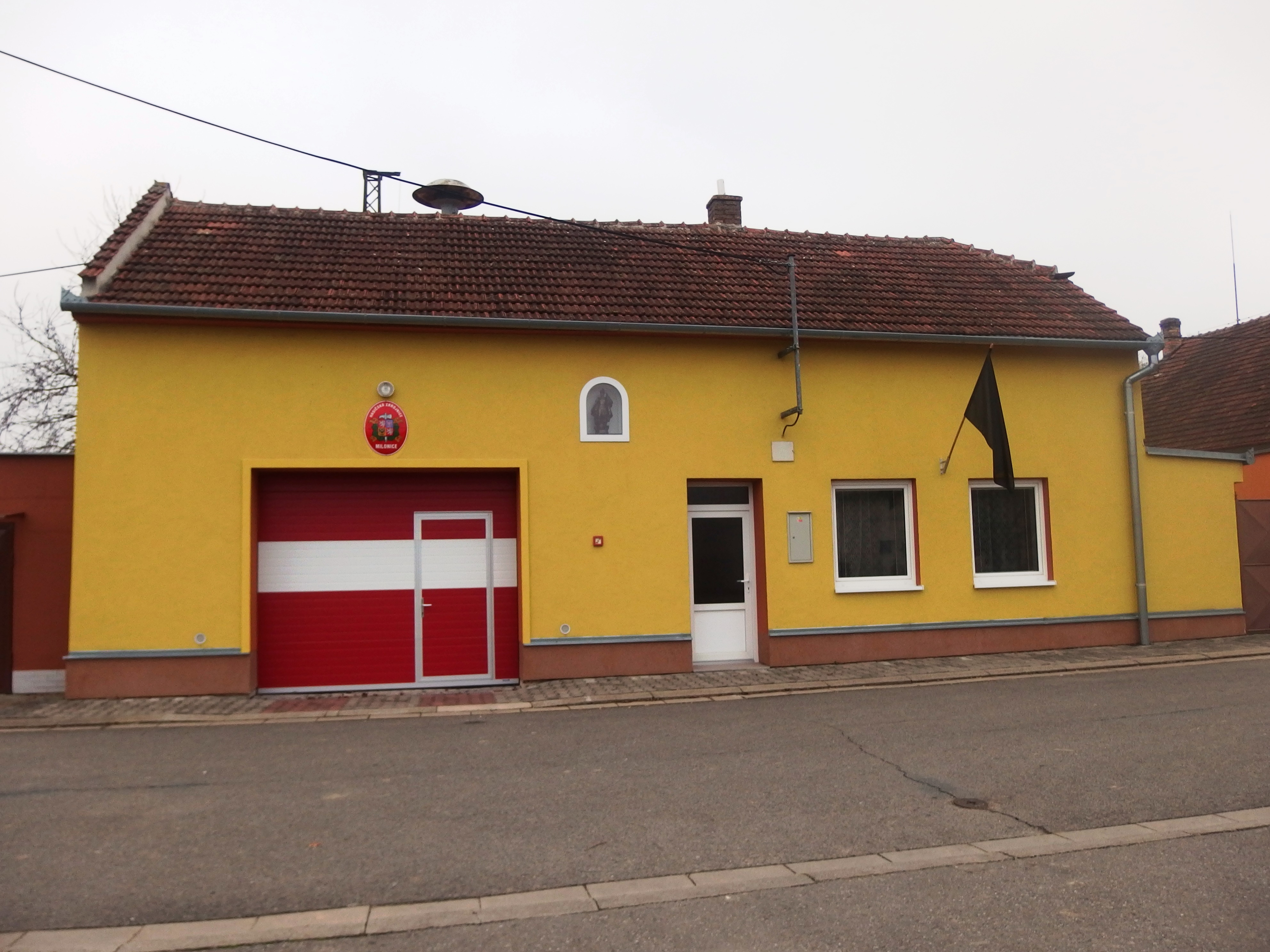
Hasičská zbrojnice
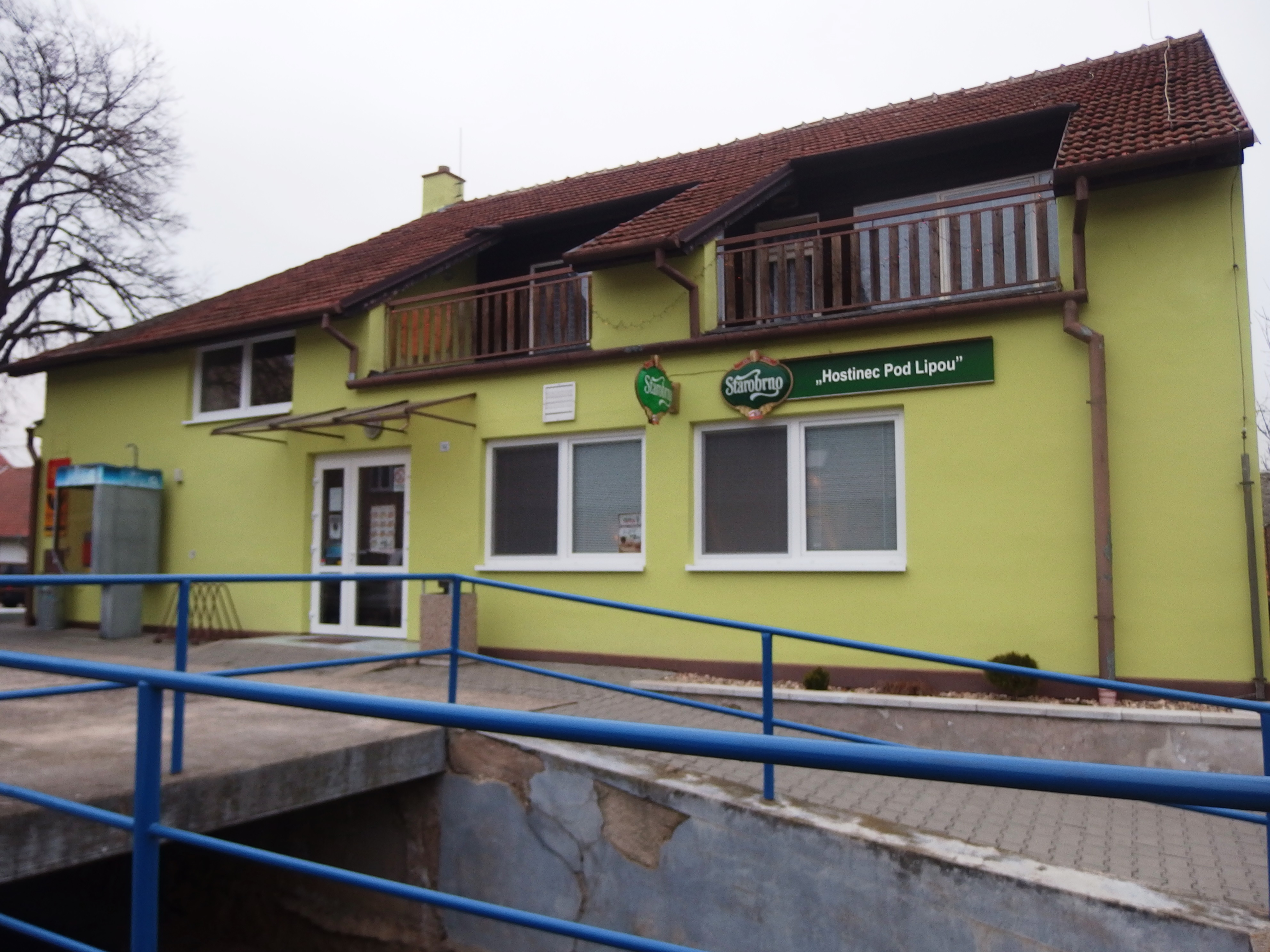
Hostinec Pod Lipou
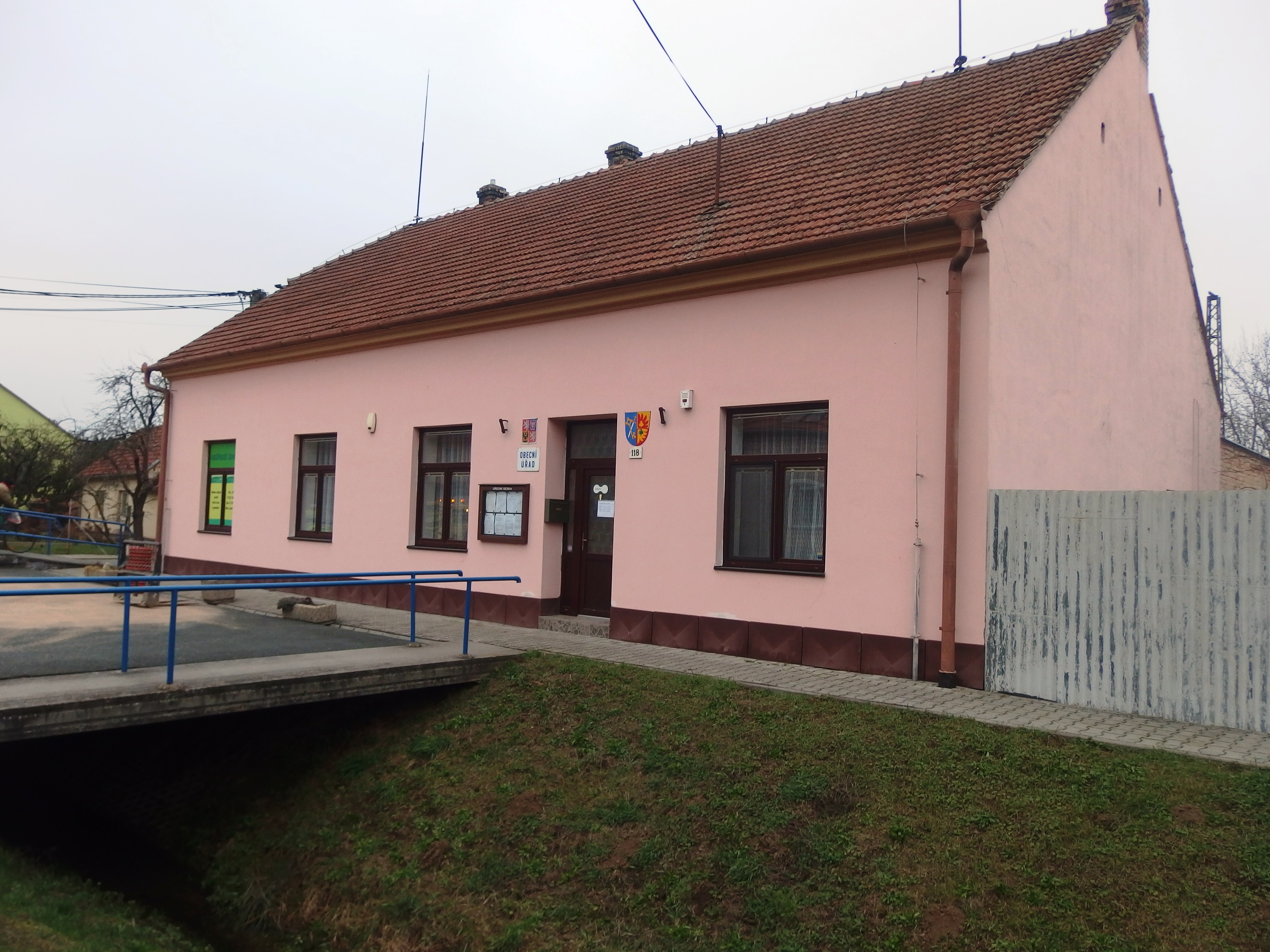
Obecní úřad

## Ochrana přírody
V katastru obce se nacházejí tato chráněná území:
Evropsky významné lokality: Černecký a Milonický hájek